# Северный (Тульская область)
Северный — посёлок в Тёпло-Огарёвском районе Тульской области России.
В рамках административно-территориального устройства является центром Северного сельского округа Тёпло-Огарёвского района, в рамках организации местного самоуправления включается в Нарышкинское сельское поселение.

## География
Расположен в 15 км к северо-востоку от райцентра, посёлка городского типа Тёплое, и в 54 км к югу от областного центра, г. Тулы. 

## Население
| 2002 | 2010 |
| ---- | ---- |
| 381  | ↘341 |